# Tour de France à la voile
Pour les articles homonymes, voir Tour de France (homonymie).
 (octobre 2015).
Si vous disposez d'ouvrages ou d'articles de référence ou si vous connaissez des sites web de qualité traitant du thème abordé ici, merci de compléter l'article en donnant les références utiles à sa vérifiabilité et en les liant à la section « Notes et références ».
Créé en 1978 par Bernard Decré et Jérôme Reboul, le Tour de France à la voile, appelé Tour Voile depuis 2018, est une course nautique qui relie chaque année durant le mois de juillet la Mer du Nord et la Côte d'Azur, au cours d'une dizaine d'actes dans les stations balnéaires françaises. Une vingtaine d'équipages s'affrontent sur un parcours où se succèdent lors de chaque acte raids côtiers et parcours en stade nautique, de courtes régates où les concurrents naviguent au plus proche des côtes et du public,.
Première course au large à armes égales, le Tour de France à la Voile, voit s'affronter, pour sa première édition en 1978, 20 équipages sur des Écumes de mer, de Dunkerque à Menton.
En juillet 1989, le Tour de France à la voile dépose le bilan. Il aura fallu l'acharnement de quelques skippers et manageurs de bateaux pour qu'une grande course de substitution puisse se dérouler. Ce fut France Voile, remporté par Ronuc-Saône-et-Loire, skippé par Richard Sautieux.
En 2012, Amaury Sport Organisation (ASO) rachète le Tour de France à la voile aux Éditions Larivière,.
L'édition 2020, qui était initialement prévue du 3 au 19 juillet, entre Dunkerque et Nice, est finalement annulée le 16 avril par les organisateurs, en raison de la pandémie de Covid-19.
Contraint d'annuler l'édition 2020, ASO reçoit les offres de plusieurs porteurs de projets soucieux d'assurer une continuité d'organisation du Tour Voile. ASO accepte d'étudier des projets et accorde finalement à Normandie Événements le droit d'organiser le Tour Voile pour les quatre prochaines éditions. Pour la quarante-quatrième édition du Tour Voile, ce sont neuf territoires qui reçoivent l'épreuve estivale.
En 2021, l'organisation de l'épreuve est reprise par Normandie Événements, mais le groupe ne réitère pas l'année suivante par manque d'équilibre budgétaire. Fin janvier 2023, il est annoncé que l'organisation du Tour Voile est confiée à Ultim Sailing pour les trois prochaines éditions,.

## Organisation de la course
Une des règles essentielles est que tous les équipages naviguent sur le même type de bateau (monotype) pour que la victoire ne se joue que sur la qualité de l’équipage. Se sont ainsi succédé, au fur et à mesure des progrès techniques, les types de voiliers suivants :
- Écume de mer en 1978
- First 30 de 1979 à 1981
- Rush Royale en 1982 et 1983
- Sélection 37 de 1984 à 1991
- JOD 35 de 1992 à 1998
- Farr 30 de 1999 à 2010
- M34 de 2011 à 2014
- Diam 24 de 2015 à 2021
- Figaro Bénéteau à partir de 2023[13],[14]

Le M34, pour les épreuves de 2011.

Entre 1999 et 2010, le bateau officiel du Tour de France à la Voile, le Farr 30, est un voilier à la fois rapide et stable tout en restant relativement simple d’utilisation. Et surtout, il est internationalement reconnu, ce qui attire de plus en plus d’équipages étrangers. En 2011, un nouveau bateau set choisi pour la course : le M34.
Après des débuts bon enfant en 1978, la course se professionnalise. Les plus grands noms de la voile participent à l’évènement : des navigateurs en solitaire Florence Arthaud et Loïck Peyron, qui à cette occasion barra en 1991 le bateau engagé par l'école de voile Jeunesse et Marine, aux plus célèbres skippers de la Coupe de l'America, avec en premier lieu son récent triple vainqueur Russell Coutts.
La spécificité du Tour de France à la Voile réside dans la coexistence de 3 classements distincts (Général, amateur et étudiant) qui permet aux amateurs éclairés de se confronter aux plus grands noms de la voile.
Bertrand Pacé reste à ce jour[Quand ?] le recordman du nombre de victoires sur l'épreuve avec 8 succès à son actif,.

## Les villages
Alors que l’ambiance est tendue sur l’eau, la vie à terre s'organise en toute convivialité. Trois « villages » suivent ainsi la course de ville en ville, positionnés au plus près des centres-villes :
- Le Village Animation est destiné aux 30 000 à 50 000 vacanciers qui viennent se promener à chaque étape au milieu des stands des partenaires de l’organisation et des concurrents, et assister aux remises des prix sur le podium[17].
- Le Village Officiel est réservé aux relations entre l’organisation, les concurrents et la presse.
- Le Village Assistance est un espace de vie où s'installent les concurrents et leurs accompagnateurs qui préfèrent le camping à l’hôtel. En effet, un équipage a besoin d’une équipe d’assistance à terre pour l’accueillir à l’arrivée, réparer les petits problèmes du bateau et transporter les affaires de ville en ville.

## Palmarès

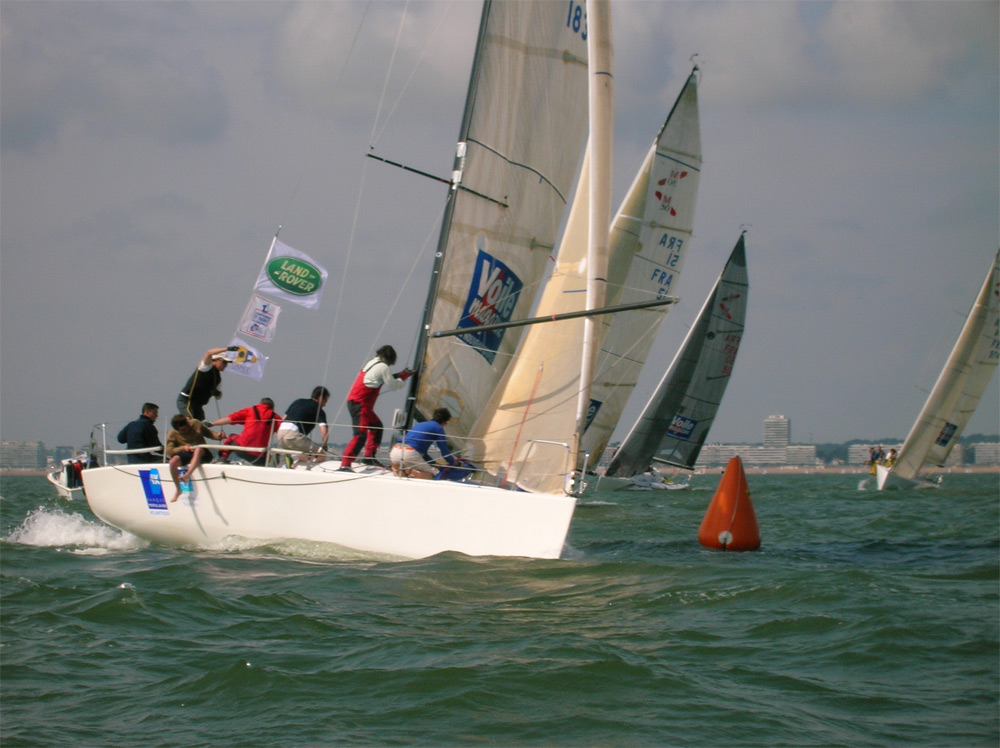

- 1978 : Marseille, François Pailloux[4]
- 1979 : Dunkerque, Joé Seeten (1) et Bertrand Pacé (1)[18]
- 1980 : Dunkerque, Joé Seeten (2) et Damien Savatier (1)[19]
- 1981 : Dunkerque, Joé Seeten (3) et Damien Savatier (2)[20]
- 1982 : Marseille, Jean-Paul Mouren[21]
- 1983 : Lanveoc-Poulmic, Benoît Caignaert (1)[22]
- 1984 : Europe, Philippe Hanin, Dominique d’Andrimont et Eric d'Andrimont[23]
- 1985 : Côtes-du-Nord, Yannick Dupetit[24]
- 1986 : Le Havre, Benoît Caignaert (2)[25]
- 1987 : Sète-Languedoc-Roussillon, Pierre Mas (1) et Bertrand Pacé (2)[26]
- 1988 : Sète-Languedoc-Roussillon, Pierre Mas (2) et Bertrand Pacé (3)[27]
- 1989 : Ronuc-Saône-et-Loire, Richard Sautieux[6]
- 1990 : Wasquehal, Hans Bouscholte et Philippe Delhumeau[28]
- 1991 : La Ciotat, Laurent Delage[29]
- 1992 : Sodifac-Roubaix, Jimmy Pahun et Jean-Pierre Dick (1)[30]
- 1993 : Saint-Quentin-en Yvelines, Thierry Péponnet[31]
- 1994 : Saint-Pierre et Miquelon, Alain Fédensieu[6]
- 1995 : Baume & Mercier – Force EDC - Paris, Bernard Mallaret et Vincent Portugal (1)[32]
- 1996 : Édouard Leclerc – Région SCASO, Vincent Fertin, Paul Cayard et Sébastien Destremau[6]
- 1997 : CSC - Sun Microsystems, Bertrand Pacé (4) et Philipp Guigné[33]
- 1998 : Nantes & Saint-Nazaire - Bouygues Telecom, Luc Pillot
- 1999 : Kateie, Luc Dewulf[34]
- 2000 : Barlo Plastics, Adrian Stead[35]
- 2001 : Virbac - St Raphaël - Générali, Jean-Pierre Dick (2)[36]
- 2002 : Nantes St Nazaire, Pierre-Loïc Berthet (1)[37]
- 2003 : CapSport, Xavier Lecœur et Bernard Mallaret[38]
- 2004 : Bouygues Telecom, Pierre-Loïc Berthet (2)[39]
- 2005 : Toulon Provence Méditerranée COYCHyères, Fabien Henry (1)[40]
- 2006 : Région Île-de-France, Jean-Pierre Nicol[41]
- 2007 : Toulon Provence Méditerranée COYCHyères, Fabien Henry (2)[42]
- 2008 : Courrier Dunkerque, Daniel Souben (1) et Erwan Le Roux (1)[43]
- 2009 : Courrier Dunkerque, Daniel Souben (2) et Erwan Le Roux (2)[44]
- 2010 : Nouvelle-Calédonie, Bertrand Pacé (5) et Vincent Portugal (2)[45]
- 2011 : Sud de France/Languedoc-Roussillon, Bertrand Pacé (6) et Vincent Portugal (3)[46]
- 2012 : Toulon Provence Méditerranée COYCHyères, Fabien Henry (3)[47]
- 2013 : Groupama 34, Franck Cammas[48]
- 2014 : Courrier Dunkerque 3, Daniel Souben (3) et Erwan Le Roux (3)[49]
- 2015 : Spindrift, Xavier Revil et François Morvan[50]
- 2016 : Lorina Limonade - Golfe du Morbihan, Quentin Delapierre (1) et Matthieu Salomon[51]
- 2017 : Fondation FDJ - Des pieds et des mains, Damien Seguin et Damien Iehl[52]
- 2018 : Lorina Limonade - Golfe du Morbihan, Quentin Delapierre (2)[53]
- 2019 : Team Beijaflore, Valentin Bellet[54]
- 2020 : édition annulée en raison de la pandémie de Covid-19[9]
- 2021 : Groupe Atlantic, Clément Cron[55]
- 2022 : édition annulée en raison d'absence de partenaire[12]
- 2023 : Équipe Bretagne Jeunes Habitable, Paul Morvan[56]
- 2024 : Dunkerque Voile, Arthur Meurisse[57]
- 2025 : Paprec By Normandy Inshore Program, Alexandre Boite ; du 27 juin au 12 juillet ; Larmor-Plage-Royan-Pornichet-Port-la-Forêt ; huit Figaro Bénéteau 3[58]